# 55e cérémonie des Tony Awards
La 55e cérémonie des Tony Awards a eu lieu le 3 juin 2001 au Radio City Music Hall de New York et fut retransmise sur CBS. La remise des dix premiers prix a été également été retransmise à la télévision sur PBS. La cérémonie récompensait les productions de Broadway en cours pendant la saison 2000-2001.

## Cérémonie
La cérémonie était présentée par Matthew Broderick et Nathan Lane. Elle s'est déroulée dans le Radio City Music Hall (Salle utilisée depuis 1997).

### Présentateurs
Plusieurs personnalités se sont succédé au cours de la soirée pour décerner les différents prix dont ; Joan Allen, Dick Cavett, Kristin Chenoweth, Glenn Close, Dame Edna, Edie Falco, Kathleen Freeman, Gina Gershon, Heather Headley, Cherry Jones, Jane Krakowski, Mark Kudisch, Eric McCormack, Audra McDonald, Reba McEntire, Donna McKechnie, Brian Stokes Mitchell, Gwyneth Paltrow, Sarah Jessica Parker, Bernadette Peters, Natasha Richardson, Doris Roberts, Gary Sinise, Lily Tomlin, Henry Winkler, et trois "Broadway Babies" (Meredith Patterson, Bryn Bowling et Carol Bentley).

### Prestations
Au cours de la soirée, les troupes de comédies musicales se sont produites comme dont, :
- A Class Act ("Follow Your Star"/"Better"/"Self Portrait" avec Nancy Anderson, Jeff Blumenkrantz, Donna Bullock, Randy Graff, David Hibbard, Lonny Price, Patrick Quinn, Sara Ramirez);
- Bells Are Ringing ("I'm Going Back" avec Faith Prince);
- 42nd Street ("42nd Street" avec David Elder, Kate Levering et la troupe);
- Follies ("I'm Still Here" avec Polly Bergen, Louis Zorich, Jessica Leigh Brown, Colleen Dunn, Amy Heggins et Wendy Waring);
- The Full Monty ("Let It Go" avec John Ellison Conlee, Jason Danieley, André De Shields, Kathleen Freeman, Romain Fruge, Marcus Neville, Patrick Wilson, Thomas Fiss et la troupe);
- Jane Eyre ("Sirens" avec Marla Schaffel et James Barbour);
- The Producers, the new Mel Brooks Musical ("Along Came Bially"—Roger Bart, Gary Beach, Matthew Broderick, Cady Huffman, Nathan Lane, Brad Oscar et la troupe); et
- The Rocky Horror Show ("Time Warp" avec Dick Cavett, Lea Delaria, Jerrod Emick, Kristen Lee Kelly, Alice Ripley, Daphne Rubin-Vega, Tom Hewitt, Raul Esparza, Sebastian LaCause et la troupe).

De la même manière, plusieurs pièces de théâtres étaient représentées sur scène, :
- The Invention of Love, présenté par le dramaturge Tom Stoppard. Montage avec la voix de Richard Easton.
- King Hedley II, présenté par le dramaturge August Wilson. Joué par Viola Davis et Brian Stokes Mitchell.
- One Flew Over the Cuckoo's Nest, présenté par le dramaturge Joan Allen. Joué par Gary Sinise, Amy Morton, Tim Sampson, Bruce McCarty, Jeanine Morick, et Ron O. J. Parson.
- La Preuve, présenté par le dramaturge David Auburn. Scène avec Mary-Louise Parker et Ben Shenkman.
- The Tale of the Allergist's Wife, présenté par le dramaturge Charles Busch. Scène avec Linda Lavin, Tony Roberts, et Michele Lee.

## Palmarès
| Meilleure pièce | Meilleure comédie musicale |
| --- | --- |
| - La Preuve – David Auburn - The Invention of Love – Tom Stoppard - King Hedley II – August Wilson - The Tale of the Allergist's Wife – Charles Busch | - The Producers - A Class Act - The Full Monty - Jane Eyre |
| Meilleure reprise d'une pièce | Meilleure reprise d'une comédie musicale |
| - One Flew Over the Cuckoo's Nest - Trahisons - The Best Man - The Search for Signs of Intelligent Life in the Universe | - 42nd Street - Bells Are Ringing - Follies - The Rocky Horror Show |
| Meilleur acteur dans une pièce | Meilleure actrice dans une pièce |
| - Richard Easton – The Invention of Love dans le rôle d'A.E. Houseman - Seán Campion – Stones in His Pockets dans le rôle de Jake Quinn - Conleth Hill – Stones in His Pockets dans le rôle de Charlie Conlon - Brian Stokes Mitchell – King Hedley II dans le rôle du roi - Gary Sinise – One Flew Over the Cuckoo's Nest dans le rôle de Randle P. McMurphy | - Mary-Louise Parker – La Preuve dans le rôle de Catherine - Juliette Binoche – Trahisons dans le rôle d'Emma - Linda Lavin – The Tale of the Allergist's Wife dans le rôle de Marjorie Taub - Jean Smart – The Man Who Came to Dinner dans le rôle de Lorraine Sheldon - Leslie Uggams – King Hedley II dans le rôle de Ruby |
| Meilleur acteur dans une comédie musicale | Meilleure actrice dans une comédie musicale |
| - Nathan Lane – The Producers dans le rôle de Max Bialystock - Matthew Broderick – The Producers dans le rôle de Leo Bloom - Kevin Chamberlin – Seussical dans le rôle d'Horton l'Elephant - Tom Hewitt – The Rocky Horror Show dans le rôle de Frank N Furter - Patrick Wilson – The Full Monty dans le rôle de Jerry Lukowski                               | - Christine Ebersole – 42nd Street dans le rôle de Dorothy Brock - Blythe Danner – Follies dans le rôle dePhyllis Rogers Stone - Randy Graff – A Class Act dans le rôle de Sophie - Faith Prince – Bells Are Ringing dans le rôle d'Ella Peterson - Marla Schaffel – Jane Eyre dans le rôle de Jane Eyre                      |
| Meilleur acteur de second rôle dans une pièce | Meilleure actrice de second rôle dans une pièce |
| - Robert Sean Leonard – The Invention of Love dans le rôle d'A. E. Housman - Charles Brown – King Hedley II dans le rôle d'Elmore - Larry Bryggman – La Preuve dans le rôle de Robert - Michael Hayden – Jugement à Nuremberg dans le rôle d'Oscar Rolfe - Ben Shenkman – La Preuve dans le rôle d'Hal                                                        | - Viola Davis – King Hedley II dans le rôle de Tonya - Johanna Day – La Preuve dans le rôle de Claire - Penny Fuller – The Dinner Party dans le rôle de Gabrielle Buonocelli - Marthe Keller – Jugement à Nuremberg dans le rôle de Mme. Bertholt - Michele Lee – The Tale of the Allergist's Wife dans le rôle de Lee        |
| Meilleur acteur de second rôle dans une comédie musicale | Meilleure actrice de second rôle dans une comédie musicale |
| - Gary Beach – The Producers dans le rôle de Roger DeBris - Roger Bart – The Producers dans le rôle de Carmen Ghia - John Ellison Conlee – The Full Monty dans le rôle de Dave Bukatinsky - André DeShields – The Full Monty dans le rôle de Noah "Horse" T. Simmons - Brad Oscar – The Producers dans le rôle de Franz Liebkind                              | - Cady Huffman – The Producers dans le rôle d'Ulla - Polly Bergen – Follies dans le rôle de Carlotta Campion - Kathleen Freeman – The Full Monty dans le rôle de Jeanette Burmeister - Kate Levering – 42nd Street dans le rôle de Peggy Sawyer - Mary Testa – 42nd Street dans le rôle de Maggie Jones                       |
| Meilleur livret pour une comédie musicale | Meilleure partition originale |
| - Mel Brooks et Thomas Meehan – The Producers - Linda Kline et Lonny Price – A Class Act - Terrence McNally – The Full Monty - John Caird – Jane Eyre | - The Producers – Mel Brooks (musique et paroles) - A Class Act – Edward Kleban (musique et paroles) - The Full Monty – David Yazbek (musique et paroles) - Jane Eyre – Paul Gordon (musique et paroles) |
| Meilleurs décors | Meilleurs costumes |
| - Robin Wagner – The Producers - Bob Crowley – The Invention of Love - Heidi Ettinger – The Adventures of Tom Sawyer - Douglas W. Schmidt – 42nd Street | - William Ivey Long – The Producers - Theoni V. Aldredge – Follies - Roger Kirk – 42nd Street - David C. Woolard – The Rocky Horror Show |
| Meilleures lumières | Meilleure orchestration |
| - Peter Kaczorowski – The Producers - Jules Fisher et Peggy Eisenhauer – Jane Eyre - Paul Gallo – 42nd Street - Kenneth Posner – The Adventures of Tom Sawyer | - Doug Besterman – The Producers - Larry Hochman – A Class Act - Jonathan Tunick – Follies - Harold Wheeler – The Full Monty |
| Meilleure mise en scène pour une pièce | Meilleure mise en scène pour une comédie musicale |
| - Daniel Sullivan – La Preuve - Marion McClinton – King Hedley II - Ian McElhinney – Stones in His Pockets - Jack O'Brien – The Invention of Love | - Susan Stroman – The Producers - Christopher Ashley – The Rocky Horror Show - Mark Bramble – 42nd Street - Jack O'Brien – The Full Monty |
| Meilleure chorégraphie | |
| - Susan Stroman – The Producers - Jerry Mitchell – The Full Monty - Jim Moore, George Pinney et Jonathan Vanderkolff – Blast! - Randy Skinner – 42nd Street | |

## Autres récompenses
Le prix Special Tony Award for Lifetime Achievement in the Theatre a été décerné à Paul Gemignani, le Regional Theatre Tony Award a été décerné au Victory Gardens Theater de Chicago (Illinois) et le Special Theatrical Event à la comédie musicale Blast!. Le Tony Honors for Excellence in the Theatre a été remis à Betty Corwin et le théâtre de Film and Tape Archive de la bibliothèque publique de New York Public, aux New Dramatists et à Theatre World.